# Frånö
Frånö är en tidigare tätort i Kramfors kommun, Ångermanland (Västernorrlands län). Orten räknas sedan 2015 som en del av tätorten Kramfors och utsträcker sig längs Ångermanälven cirka tre kilometer söder om centrala Kramfors. Frånö ligger i Gudmundrå socken. Frånö var ursprungligen ett brukssamhälle, men har med tiden ändrats till att vara en plats med många småföretag och villaområden. En cellulosafabrik anlades 1895 intill Frånö sågverk. I Frånö tillverkades bland annat wellit fram till ca 1969.

## Etymologi
Namnet finns belagt i skrift tidigast år 1417, som fornsvenska: Franøø. Byns gamla bebyggelse ligger på västra sidan om ett bergsparti, som tidigare utgjort en ö eller halvö. Förleden innehåller sannolikt ett fornsvenskt svarande adjektiv motsvarande fornvästnordiska: fránn, ”starkt glänsande”, syftande på att bergspartiet ligger öppet och ofta är solbelyst.

## Samhället
Här finns Frånö Folkets hus som invigdes i mars 1905.

## Storhögarna i Frånö
Området är bebott sedan urminnes tider. Här finns några av Ångermanlands största gravhögar och gamla sägner gör gällande, att bygdens namngivare Gudmund är gravsatt i en av dem som kallas Gudmundshögen. Gudmund ska enligt dessa muntliga sägner ha varit en storman, som grundande flera byar vid älvens sydsida. Han ska ha haft sitt högsäte vid nuvarande Gallsätter.
Gravhögarna uppfördes sannolikt mellan kristi födelse och år 550. Tre av de bekräftade högarna ligger på tomtmark i samhället, och en fjärde inne i en skogsdunge mellan bostadsområdena. Den största är 30 meter i diameter med en höjd av 4,5 meter och den minsta är 1,4 meter hög och mäter cirka 14 gånger 9 meter. Troligen låg platsen för gravhögarna tidigare intill en skyddad vik av Ångermanälven, där även hamn och handelsplats kan ha funnits. Barlastflinta har återfunnits i området, en sporre, en pilspets och en kam.

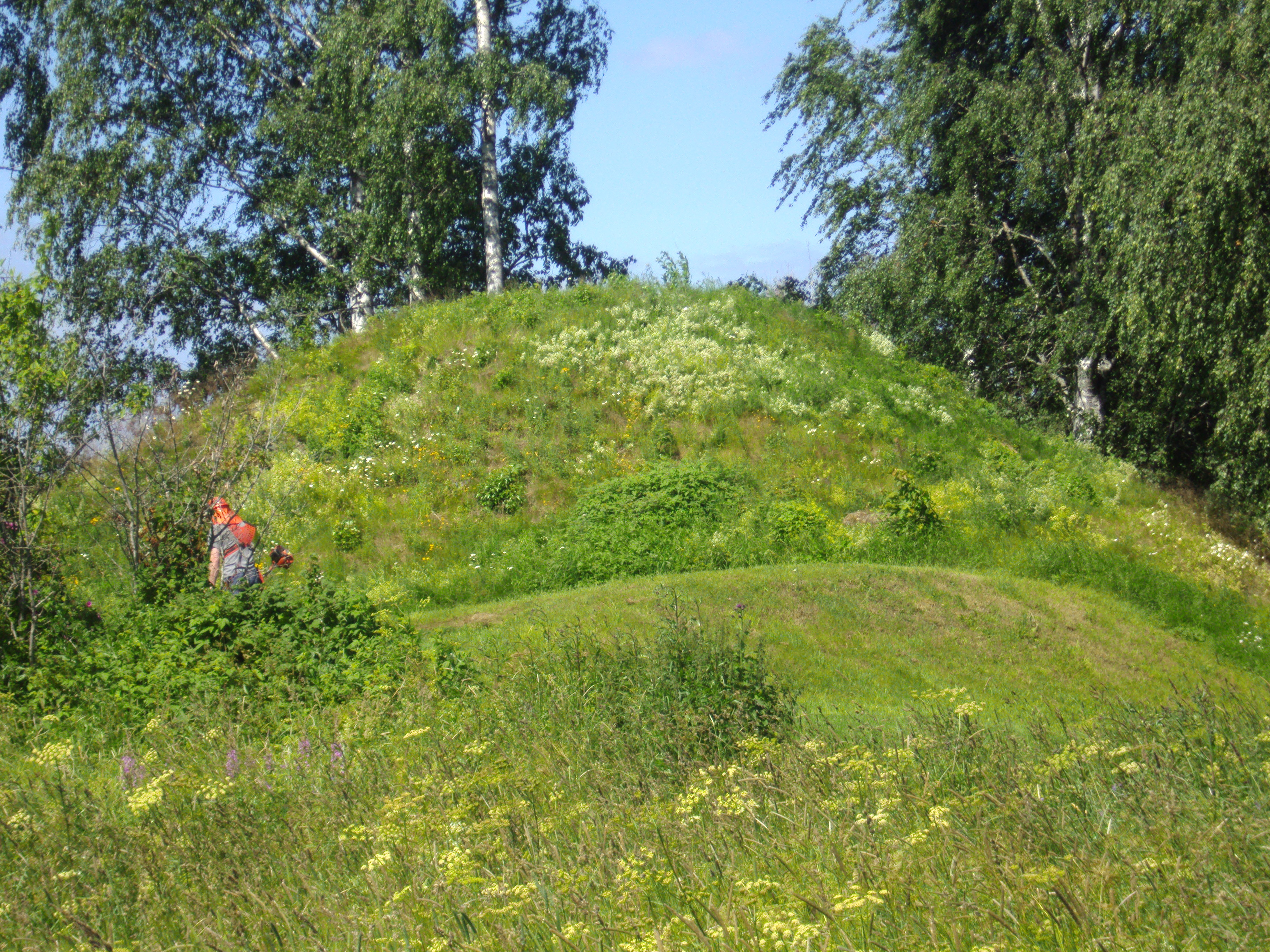
Gudmundshögen.
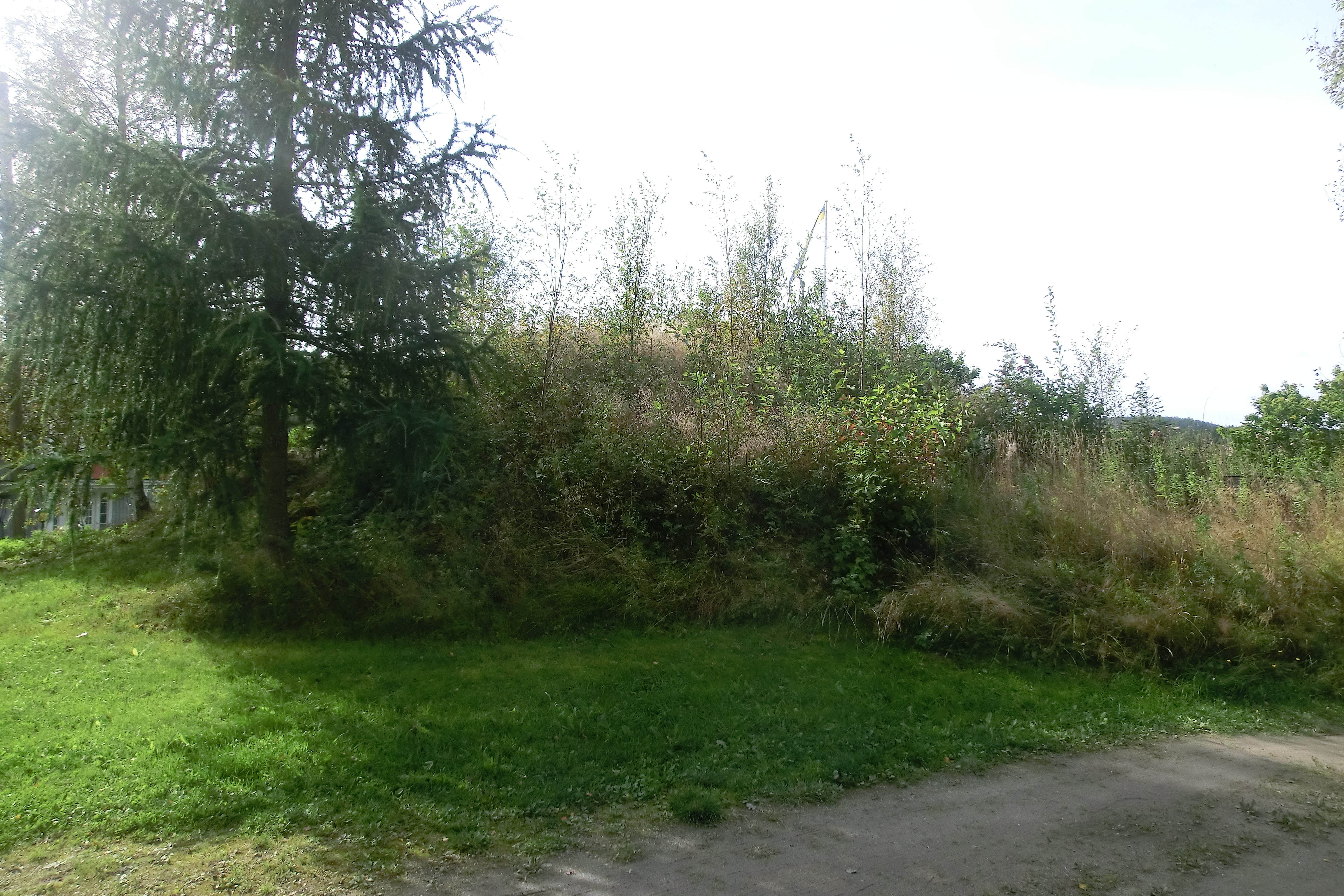
200 meter söder om Gudmundshögen ligger en annan stor hög.
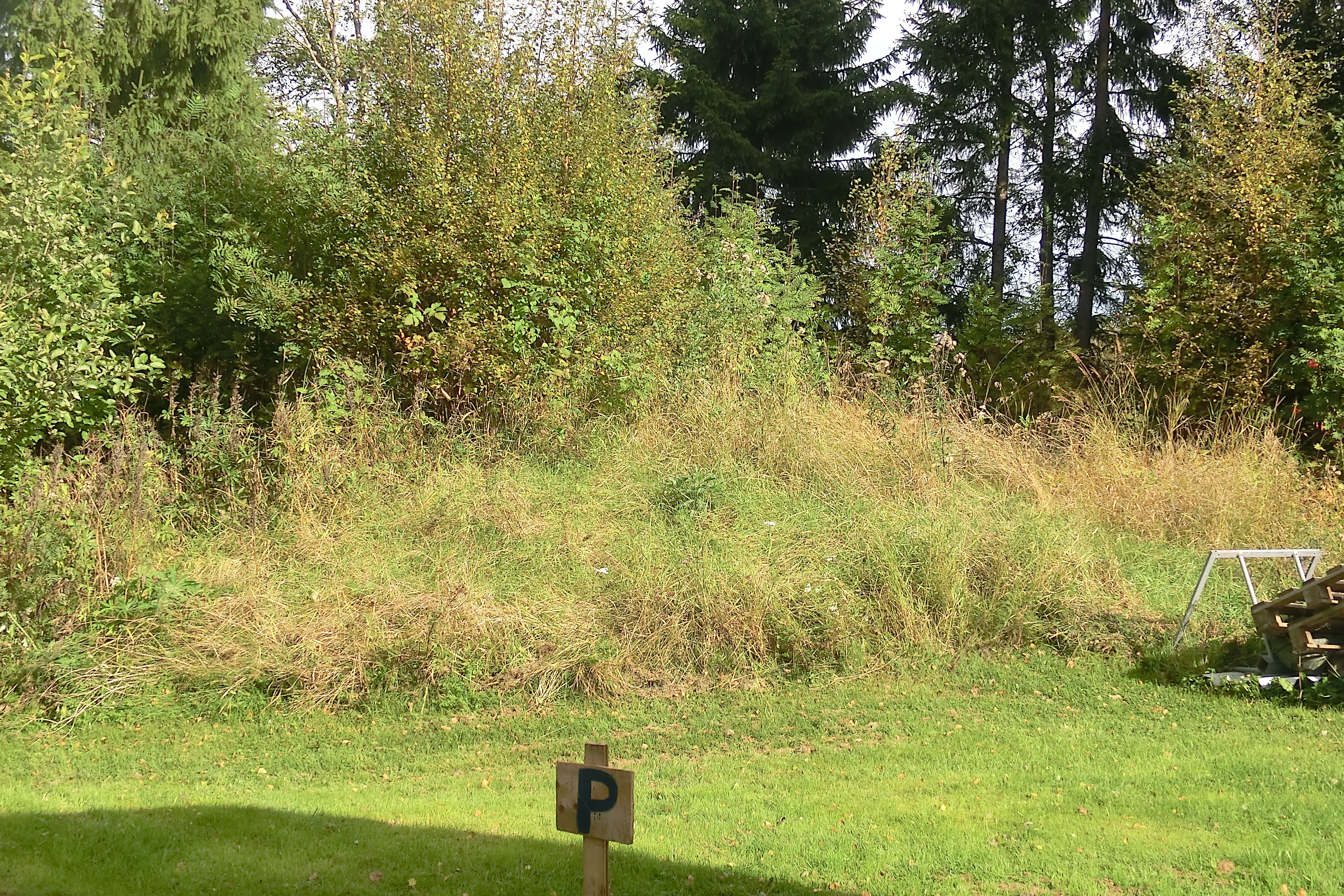
Högen i Å, den minsta av högarna, 1,4 meter hög.

## Befolkningsutveckling
| Befolkningsutvecklingen i Frånö 1950–2010                          | Befolkningsutvecklingen i Frånö 1950–2010 | Befolkningsutvecklingen i Frånö 1950–2010 | Befolkningsutvecklingen i Frånö 1950–2010 | Befolkningsutvecklingen i Frånö 1950–2010 |
| ------------------------------------------------------------------ | ----------------------------------------- | ----------------------------------------- | ----------------------------------------- | ----------------------------------------- |
|                                                                    |                                           |                                           |                                           |                                           |
| År                                                                 |                                           |                                           | Folkmängd                                 | Areal (ha)                                |
| 1950                                                               | 1950                                      |                                           | 1 622                                     |                                           |
| 1960                                                               | 1960                                      |                                           | 1 374                                     |                                           |
| 1965                                                               | 1965                                      |                                           | 1 161                                     |                                           |
| 1970                                                               | 1970                                      |                                           | 1 170                                     |                                           |
| 1975                                                               | 1975                                      |                                           | 1 115                                     |                                           |
| 1980                                                               | 1980                                      |                                           | 1 057                                     |                                           |
| 1990                                                               | 1990                                      |                                           | 955                                       | 249                                       |
| 1995                                                               | 1995                                      |                                           | 851                                       | 249                                       |
| 2000                                                               | 2000                                      |                                           | 759                                       | 249                                       |
| 2005                                                               | 2005                                      |                                           | 679                                       | 249                                       |
| 2010                                                               | 2010                                      |                                           | 640                                       | 248                                       |
| Anm.: Sammanvuxen med Strömnäs 1970, Sammanvuxen med Kramfors 2015 |                                           |                                           |                                           |                                           |